# Michael Baindl
Michael Baindl (* 19. August 1986 in Wolfratshausen) ist ein ehemaliger deutscher Eishockeyspieler und derzeitiger -trainer. Seit August 2024 ist er als Trainer bei den Lindau Islanders in der Oberliga Süd tätig.

## Karriere
Der aus Wolfratshausen stammende Baindl war ab 2002 beim EC Bad Tölz aktiv. Nachdem er zunächst bei den Junglöwen in der DNL eingesetzt worden war, absolvierte er in der Saison 2003/04 erste Spiele in der Zweitligamannschaft. Nachdem der Center zunächst zwischen DNL, Junioren-Bundesliga und Seniorenmannschaft pendelte, gelang es dem U18-Nationalspieler sich in der Profimannschaft der Tölzer zu etablieren. Zu Beginn der Saison 2008/09 wurde Baindl von den Straubing Tigers aus der DEL verpflichtet. Der Linksschütze erhielt zunächst einen Vertrag bis 2010, zusätzlich wurde er für die Saison 2008/09 mit einer Förderlizenz für die Tölzer Löwen ausgestattet, sodass er weiterhin Spiele für die Tölzer Löwen bestreiten konnte.
Zu Beginn der Saison 2009/10 stand Baindl ausschließlich im Aufgebot des Erstligisten, wo er als überzähliger Stürmer jedoch meist nur wenig Eiszeit erhielt. Um mehr Spielpraxis sammeln zu können, erhielt er noch für die Saison 2009/10 eine Förderlizenz des SC Riessersee aus der 2. Bundesliga. In der folgenden Saison wurde Baindl mit einer Förderlizenz für die Landshut Cannibals ausgestattet.
Im Juli 2011 unterzeichnete Baindl einen Kontrakt beim Zweitligisten Starbulls Rosenheim. Zwei Jahre später wechselte er in die Oberliga zum EC Peiting, worauf er im April 2016 erneut einen Vertrag in Rosenheim unterzeichnete.

## Karrierestatistik
(Legende zur Spielerstatistik: Sp oder GP = absolvierte Spiele; T oder G = erzielte Tore; V oder A = erzielte Assists; Pkt oder Pts = erzielte Scorerpunkte; SM oder PIM = erhaltene Strafminuten; +/− = Plus/Minus-Bilanz; PP = erzielte Überzahltore; SH = erzielte Unterzahltore; GW = erzielte Siegtore; 1 Play-downs/Relegation; Kursiv: Statistik nicht vollständig)